# 欧特里沃 (阿列省)
欧特里沃（法語：Hauterive，法語發音：[otʁiv] ⓘ）是法国阿列省的一个市镇，位于该省东南部，属于维希区。

## 地理
欧特里沃（46°5'18"N, 3°26'47"E）面积8.08 平方千米，位于法国奥弗涅-罗讷-阿尔卑斯大区阿列省，该省份为法国中部省份，北起涅夫勒省、西北接谢尔省，西南至克勒兹省，南至多姆山省，东南临卢瓦尔省，东临索恩-卢瓦尔省。
与欧特里沃接壤的市镇（或旧市镇、城区）包括：阿布雷、布吕雅斯、圣约尔、圣西尔韦斯特-普拉古兰。

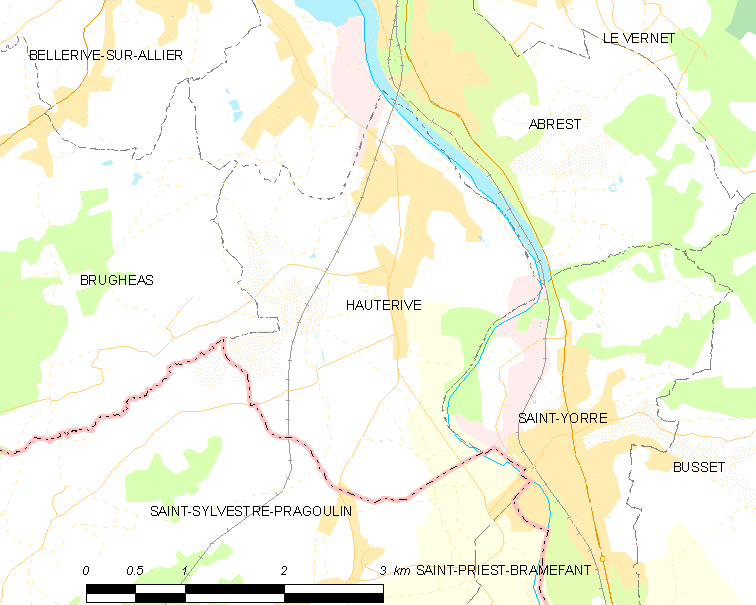
的OSM定位图

欧特里沃的时区为UTC+01:00、UTC+02:00（夏令时）。

## 行政
欧特里沃的邮政编码为03270，INSEE市镇编码为03126。

## 政治
欧特里沃所属的省级选区为阿列河畔贝尔里夫县。

## 人口

1962-2008年间人口变化图示

欧特里沃于2022年1月1日时的人口数量为1186人。